# Enzersfeld im Weinviertel
Enzersfeld im Weinviertel – gmina targowa w Austrii, w kraju związkowym Dolna Austria, w powiecie Korneuburg, w regionie Weinviertel. Według Austriackiego Urzędu Statystycznego liczyła 1 644 mieszkańców (1 stycznia 2014).